# Římskokatolická farnost Zlín-Malenovice
Římskokatolická farnost Zlín-Malenovice je územní společenství římských katolíků s farním kostelem svatého Mikuláše v děkanátu Zlín. 

## Historie farnosti
Současný farní kostel pochází z roku 1845. Stojí na místě bývalého gotického kostela, který je doložen roku 1386. Od roku 1958 je chráněn jako kulturní památka České republiky. 
Z původního kostela se dochovaly některé oltářní obrazy a také nejstarší památka – náhrobní kámen Tetoura z Tetova, pána z Malenovic a Pohořelic. Je datován rokem 1560.

## Duchovní správci
Farářem je od července 2016 R. D. Mgr. Miroslav Strnad.

## Primice
Ve farnosti slavili primice tito novokněží:
- Dne 5. července 1987 Josef Gazda

## Bohoslužby
| Kostel           | Místo      | Bohoslužba (den)                  | Hodina                                                                | Poznámka     |
| ---------------- | ---------- | --------------------------------- | --------------------------------------------------------------------- | ------------ |
| svatého Mikuláše | Malenovice | neděle pondělí úterý středa pátek | 7.30, 9.00 18.00 (zimní čas)/6.30 (letní čas) 18.00 (zimní čas) 18.00 | farní kostel |

## Aktivity ve farnosti
Ve farnosti se pravidelně koná tříkrálová sbírka. V roce 2017 činil její výtěžek 155 278 korun. Farnost je zapojena do projektu Noc kostelů.,
V květu a červnu pořádá farnost festival Kulturní jaro, kdy jsou na programu besedy, koncerty, divadelní představení, poutě a setkání seniorů, ministrantů a dětí.